# Сан-Марино на зимних Олимпийских играх 2014
Сан-Марино принимала участие в зимних Олимпийских играх 2014 года, которые проходили в Сочи (Россия) с 7 по 23 февраля, где её представляли двое спортсменов в горнолыжном спорте. Впервые в истории Сан-Марино на Олимпийские игры квалифицировалась женщина-спортсменка. На церемонии открытия Олимпийских игр флаг Сан-Марино нёс Винченцо Микелотти, а на церемонии закрытия — Федерика Сельва.
На зимних Олимпийских играх 2014 Сан-Марино вновь не сумела завоевать свою первую олимпийскую медаль.

## Состав и результаты

### Горнолыжный спорт
Согласно окончательному распределению квот, опубликованного 20 января 2014 года, от Сан-Марино квалифицировались два спортсмена. Оба спортсмена из Сан-Марино не сумели завершить первый спуск гигантского слалома : Винченцо Микелотти был дисквалифицирован, а Федерика Сельва не финишировала.
Мужчины
| Соревнование       | Спортсмены        | 1 спуск | 1 спуск | 2 спуск | 2 спуск | Всего | Место |
| Соревнование       | Спортсмены        | Время   | Место   | Время   | Место   | Всего | Место |
| ------------------ | ----------------- | ------- | ------- | ------- | ------- | ----- | ----- |
| Винченцо Микелотти | Гигантский слалом | DSQ     | DSQ     | DSQ     | DSQ     | DSQ   | DSQ   |

Женщины
| Соревнование    | Спортсмены        | 1 спуск | 1 спуск | 2 спуск | 2 спуск | Всего | Место |
| Соревнование    | Спортсмены        | Время   | Место   | Время   | Место   | Всего | Место |
| --------------- | ----------------- | ------- | ------- | ------- | ------- | ----- | ----- |
| Федерика Сельва | Гигантский слалом | DNF     | DNF     | DNF     | DNF     | DNF   | DNF   |